# Cube (Fahrradmarke)

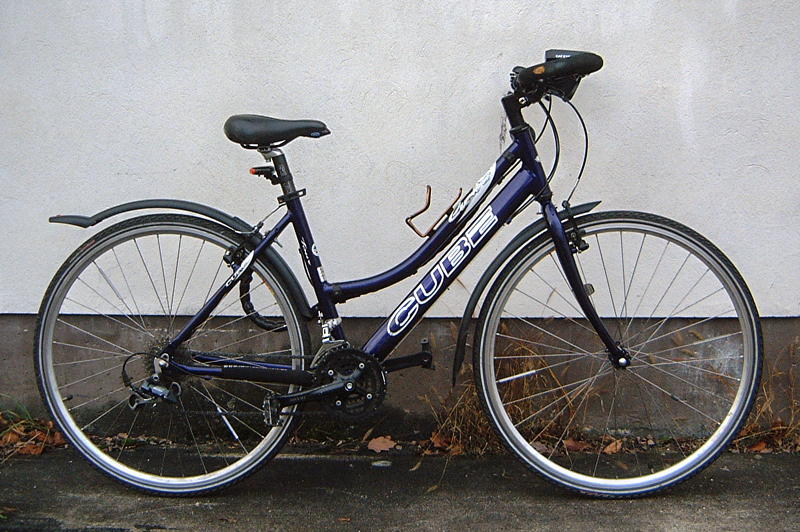
Cube Curve Modell 2004, 28" Damenfahrrad

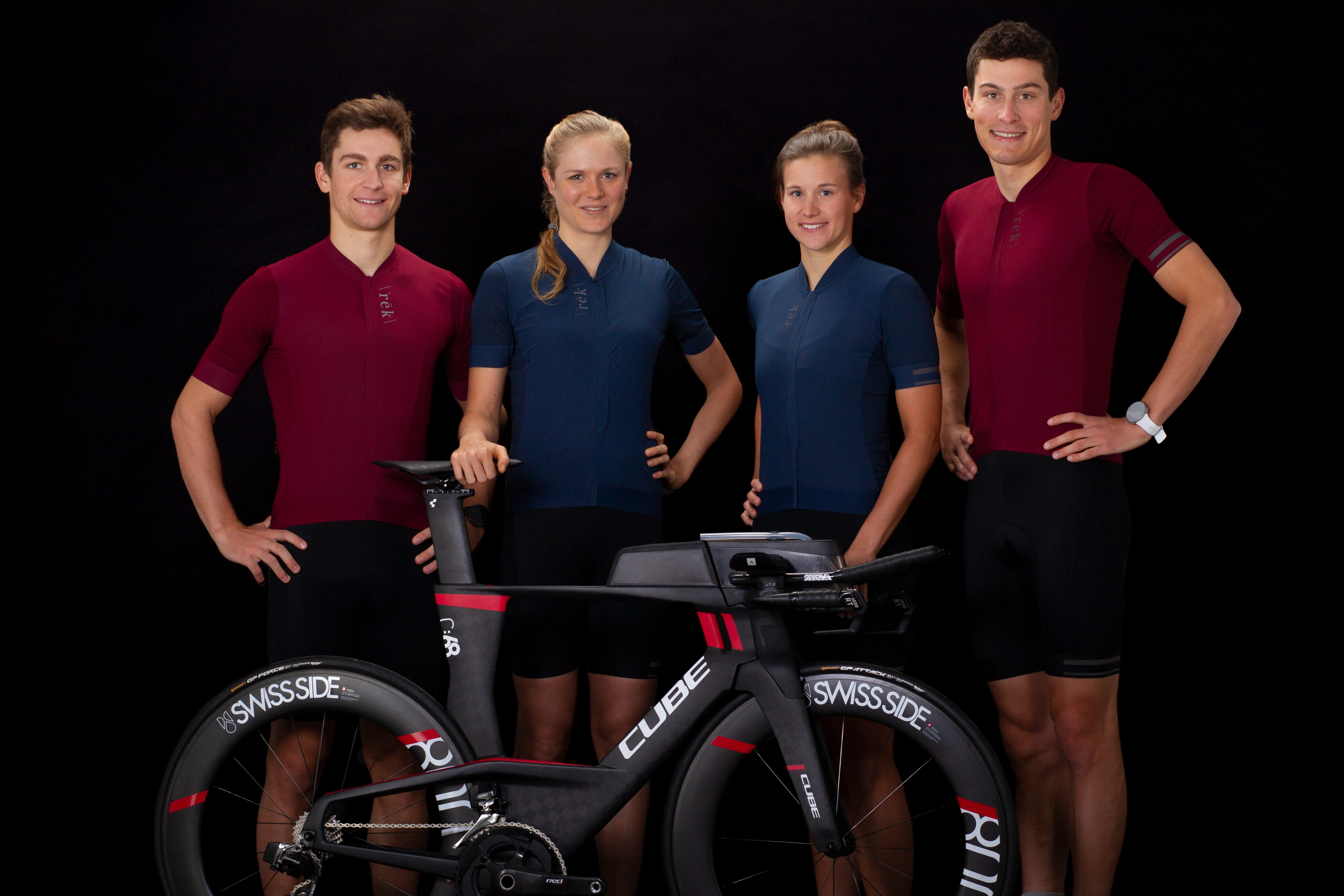
Das Team Erdinger Alkoholfrei Perspektivteam mit dem CUBE Aerium

Cube (Eigenschreibweise CUBE) ist eine Fahrradmarke der Pending System GmbH & Co. KG aus Waldershof in Bayern. Cube gehört zu den größten Fahrradherstellern in Deutschland und verkauft nach eigenen Angaben über 1 Million Fahrräder im Jahr (Stand 2022). Die Stückzahlen der verkauften Fahrräder haben sich in den letzten Jahren immer gesteigert. Die Räder werden am Standort Waldershof montiert, ein Teil der Produktion findet in Asien, unter anderem bei FSA in Taiwan statt.

## Geschichte
CUBE wurde 1993 von Marcus Pürner im oberpfälzischen Waldershof im Fichtelgebirge gegründet. Räder der Marke sind in 67 Ländern weltweit über den Fachhandel erhältlich. Bei der Tour de France 2017 und 2018 rüstete Cube das Team Wanty-Groupe Gobert aus.
Im Jahr 2021 kehrte Cube als Ausrüster für das Team Intermarché-Wanty-Gobert Matériaux zurück in die UCI World Tour.
Im Mai 2021 beantragte die Firma den Bau eines 160 Meter langen und 50 Meter hohen Hochregallagers in Waldershof. Dieses Vorhaben ist allerdings umstritten, von Seiten der lokalen und regionalen Bevölkerung werden zum Teil Bedenken bezüglich des Landschaftsbildes und des Umweltschutzes geäußert. Am 10. Juni 2021 brachte das Bayerische Fernsehen im Magazin quer einen Beitrag über den geplanten Bau.
Laut Bundesanzeiger wies das Mutterunternehmen im Geschäftsjahr 2020/21 einen Jahresüberschuss von 11,36 Millionen Euro bei Umsatzerlösen von 1,049 Milliarden Euro aus. Dies ist deutlich mehr als in den vergangenen Jahren. Im Jahr 2020 betrug die Umsatzerlöse vergleichsweise nur 760 Millionen Euro.

### Geschäftsjahr, Umsatz und Märkte
| Geschäftsjahr | Umsatz (in Mio. €) | Umsatzwachstum (in %) | Mitarbeiter |
| ------------- | ------------------ | --------------------- | ----------- |
| 2013/14       | 203,5              |                       |             |
| 2014/15       | 270,1              | 32,6                  |             |
| 2015/16       | 356,7              | 32                    |             |
| 2016/17       | 392                | 9,8                   |             |
| 2017/18       | 493                | 25,7                  |             |
| 2018/19       | 624                | 26,5                  |             |
| 2019/20       | 760                | 21,7                  |             |
| 2020/21       | 1.049              | 38,0                  | 161         |
| 2021/22       | 1.162              | 10,7                  | 203         |

## Produkte
Cube gehört in Europa zu den Marktführern im mittleren und hochwertigen Mountainbike-Sortiment. Darüber hinaus fertigt das Unternehmen Renn-, Cross-, Gravel-, Trekking- sowie ergonomisch angepasste Frauen- und Kinderräder. Außerdem hat es ein großes Sortiment an E-Bikes in fast allen Kategorien. Zudem vertreibt Cube zum Teil unter der Marke ACID eine Bekleidungs- und Zubehör Kollektion, die ebenso am Standort in Waldershof designt und entwickelt wird. Im Jahr 2019 machten Mountainbikes etwa 18,9 % und Hybridbikes 57,8 % am Gesamtumsatz aus.

## Sponsoring
- Cube Action Team:[16] Das Cube Action Team wurde im Jahr 2011 gegründet. Seitdem konnte das Team mehrere Erfolge, beispielsweise auf der Enduro World Series oder bei der Trans-Provence, feiern.
- Cube Global Squad: Das Team „Cube Global Squad“ wurde im Jahr 2016 neu gegründet, um sich im Downhill Worldcup zu etablieren. Phil Atwill, Gaetan Vige und der mehrmalige Deutsche Meister im Downhill, Max Hartenstern, formen aktuell das Team.
- Intermarché-Wanty-Gobert Matériaux: Das belgische World Team.
- Triathlon: Cube unterstützt zahlreiche professionelle Triathleten, unter anderen Lucy Charles-Barclay, Frederic Funk, Andreas und Michael Raelert, Andreas Böcherer, Andreas Dreitz, Franz Löschke, Svenja Thoes und Céline Schärer. Außerdem wird das Team Erdinger Alkoholfrei von Cube unterstützt.
- Factory Pilots: Cube unterstützt namhafte Sportler mit Ausrüstung und Know-how. Mitglieder (Auswahl): Nicole und Lothar Leder, Louis Wolf, Lisa Breckner, Gerd Schönfelder, Team Erdinger Alkoholfrei, Team Strassacker, MHW Cube Racing Team
- Factory Co-Pilots: Aktive Sportler, unterstützt von Cube und ihrem lokalen Händler.
- Deutsche Fußballnationalmannschaft (Männer, U 21 und Frauen): Cube stattet die Fußballnationalmannschaft seit 2012 mit Fahrrädern aus.[17]